# Drosophila lineolata
Drosophila lineolata este o specie de muște din genul Drosophila, familia Drosophilidae, descrisă de Meijere în anul 1914. Conform Catalogue of Life specia Drosophila lineolata nu are subspecii cunoscute.